# Dipseudopsis morosa
Dipseudopsis morosa är en nattsländeart som beskrevs av Banks 1924. Dipseudopsis morosa ingår i släktet Dipseudopsis och familjen Dipseudopsidae. Inga underarter finns listade i Catalogue of Life.